# Philippines Hot 100
La Philippines Hot 100 (alternativamente Billboard Philippine Hot 100) è la classifica musicale ufficiale dell'industria musicale nelle Filippine per i singoli e pubblicata settimanalmente da Billboard Philippines. Le classifiche, compilate da Nielsen Music attraverso ai dati ricavati dai brani basati sullo streaming online da Apple Music, Spotify e YouTube e sui download digitali da iTunes, sono state attive dal 12 giugno 2017 al 15 gennaio 2018.

## Singoli al numero uno

### 2017
| Settimana    | Artista                                       | Brano                    | Note   |
| ------------ | --------------------------------------------- | ------------------------ | ------ |
| 12 giugno    | Ed Sheeran                                    | Shape of You             | [ 1 ]  |
| 19 giugno    | Ed Sheeran                                    | Shape of You             | [ 2 ]  |
| 26 giugno    | Ed Sheeran                                    | Shape of You             | [ 3 ]  |
| 3 luglio     | Ed Sheeran                                    | Shape of You             | [ 4 ]  |
| 10 luglio    | Luis Fonsi e Daddy Yankee feat. Justin Bieber | Despacito                | [ 5 ]  |
| 17 luglio    | Luis Fonsi e Daddy Yankee feat. Justin Bieber | Despacito                | [ 6 ]  |
| 24 luglio    | Luis Fonsi e Daddy Yankee feat. Justin Bieber | Despacito                | [ 7 ]  |
| 31 luglio    | Luis Fonsi e Daddy Yankee feat. Justin Bieber | Despacito                | [ 8 ]  |
| 7 agosto     | Luis Fonsi e Daddy Yankee feat. Justin Bieber | Despacito                | [ 8 ]  |
| 14 agosto    | Luis Fonsi e Daddy Yankee feat. Justin Bieber | Despacito                | [ 9 ]  |
| 21 agosto    | Luis Fonsi e Daddy Yankee feat. Justin Bieber | Despacito                | [ 10 ] |
| 28 agosto    | Luis Fonsi e Daddy Yankee feat. Justin Bieber | Despacito                | [ 11 ] |
| 4 settembre  | Luis Fonsi e Daddy Yankee feat. Justin Bieber | Despacito                | [ 12 ] |
| 11 settembre | Luis Fonsi e Daddy Yankee feat. Justin Bieber | Despacito                | [ 13 ] |
| 18 settembre | Taylor Swift                                  | Look What You Made Me Do | [ 14 ] |
| 25 settembre | Luis Fonsi e Daddy Yankee feat. Justin Bieber | Despacito                | [ 15 ] |
| 2 ottobre    | Luis Fonsi e Daddy Yankee feat. Justin Bieber | Despacito                | [ 16 ] |
| 9 ottobre    | Khalid                                        | Young Dumb & Broke       | [ 17 ] |
| 16 ottobre   | Khalid                                        | Young Dumb & Broke       | [ 18 ] |
| 23 ottobre   | Khalid                                        | Young Dumb & Broke       | [ 19 ] |
| 30 ottobre   | Ed Sheeran                                    | Perfect                  | [ 20 ] |
| 6 novembre   | Khalid                                        | Young Dumb & Broke       | [ 21 ] |
| 13 novembre  | Ed Sheeran                                    | Perfect                  | [ 22 ] |
| 20 novembre  | Khalid                                        | Young Dumb & Broke       | [ 23 ] |
| 27 novembre  | Khalid                                        | Young Dumb & Broke       | [ 24 ] |
| 4 dicembre   | Khalid                                        | Young Dumb & Broke       | [ 25 ] |
| 11 dicembre  | Ed Sheeran                                    | Perfect                  | [ 26 ] |
| 18 dicembre  | Moira Dela Torre                              | Titibo-tibo              | [ 27 ] |
| 25 dicembre  | Moira Dela Torre                              | Titibo-tibo              | [ 28 ] |

### 2018
| Settimana  | Artista                         | Brano   | Note   |
| ---------- | ------------------------------- | ------- | ------ |
| 1º gennaio | Camila Cabello feat. Young Thug | Havana  | [ 29 ] |
| 8 gennaio  | Ed Sheeran                      | Perfect | [ 30 ] |
| 15 gennaio | Ed Sheeran                      | Perfect | [ 31 ] |

### 2024
| Settimana    | Artista                | Brano            | Note   |
| ------------ | ---------------------- | ---------------- | ------ |
| 6 luglio     | Maki                   | Dilaw            | [ 32 ] |
| 13 luglio    | Maki                   | Dilaw            | [ 33 ] |
| 20 luglio    | Maki                   | Dilaw            | [ 34 ] |
| 27 luglio    | Maki                   | Dilaw            | [ 35 ] |
| 3 agosto     | Dionela e Jay R        | Sining           | [ 36 ] |
| 10 agosto    | Dionela e Jay R        | Sining           | [ 37 ] |
| 17 agosto    | Dionela e Jay R        | Sining           | [ 38 ] |
| 24 agosto    | Dionela e Jay R        | Sining           | [ 39 ] |
| 31 agosto    | Dionela e Jay R        | Sining           | [ 40 ] |
| 7 settembre  | Dionela e Jay R        | Sining           | [ 41 ] |
| 14 settembre | Dionela e Jay R        | Sining           | [ 42 ] |
| 21 settembre | Lady Gaga e Bruno Mars | Die with a Smile | [ 43 ] |
| 28 settembre | Lady Gaga e Bruno Mars | Die with a Smile | [ 44 ] |
| 5 ottobre    | Lady Gaga e Bruno Mars | Die with a Smile | [ 45 ] |